# Talal ibn Abd Allah
Talal I ibn Abd Allah (arab. طلال بن عبد الله, Ṭalāl ibn ‘Abd Allāh) (ur. 26 lutego 1909 w Mekce, zm. 7 lipca 1972 w Stambule) – król Jordanii od 20 lipca 1951 do 10 sierpnia 1952.

## Życiorys
Był najstarszym synem króla Jordanii Abd Allaha I z dynastii Haszymidów. Początkowo kształcił się pod kierunkiem prywatnych nauczycieli, następnie studiował w Królewskiej Akademii Wojskowej w Sandhurst, którą ukończył w 1929. Po powrocie z Wielkiej Brytanii do Transjordanii nie objął żadnego stanowiska państwowego. W latach 30. książę Talal zapadł na schizofrenię, zaczął również nadużywać alkoholu i zachowywać się agresywnie. Publicznie występował z krytyką brytyjskiej kontroli nad Transjordanią. W latach 40. Talal strzelał w pałacu do żony, groził śmiercią swojemu nastoletniemu synowi. Po tym wydarzeniu został wysłany na leczenie do kliniki w Szwajcarii, a informacje o jego chorobie ukrywano przed społeczeństwem, które uważało Talala za potencjalnego reformatora. W czasie II wojny światowej Abd Allah pozbawił chorego syna praw do tronu, następnie jednak zmienił decyzję.
20 lipca 1951 król Abd Allah został zamordowany w Jerozolimie. O sukcesji zdecydowała rada rodowa Haszymitów pod przewodnictwem regenta Iraku Abd al-Ilaha, z udziałem czołowych jordańskich polityków: Taufika Abu al-Hudy i Samira ar-Rifa’iego. Postanowiła ona, że Talal wróci do Ammanu i zostanie koronowany na króla, jednak abdykuje, gdy tylko jego syn Husajn ukończy edukację w Wielkiej Brytanii.

### Król Jordanii
Po objęciu tronu Talal zainicjował opracowanie liberalnej konstytucji. Przy jej tworzeniu współpracował z premierem Taufikiem Abu al-Hudą, który z pragmatycznych względów współdziałał z królem, chociaż nie sympatyzował z liberalnymi ideami. Według nowej ustawy zasadniczej władzę miał sprawować rząd złożony z ministrów i odpowiedzialny przed parlamentem, nie przed królem. Król zachowywał natomiast kontrolę nad jordańską dyplomacją, policją, wojskiem i administracją. Konstytucja została ratyfikowana przez parlament 1 stycznia 1952.
Wiosną 1952 zdrowie Talala gwałtownie się pogorszyło. Król odmawiał leczenia, zachowywał się w kompromitujący sposób w sytuacjach publicznych. Równocześnie brak oficjalnych informacji o jego chorobie sprawił, że w społeczeństwie pojawiły się teorie spiskowe o tym, że konserwatywni politycy pragną pozbyć się liberalnego władcy. Obowiązki króla przejęła utworzona przez rząd Abu al-Hudy Rada Tronowa, która bezskutecznie usiłowała przekonać Talala do abdykacji. Rada Tronowa zaczęła obawiać się, że niestabilną sytuację w kraju wykorzysta wojsko do przeprowadzenia przewrotu na wzór niedawnej rewolucji Wolnych Oficerów w Egipcie. Wówczas Taufik Abu al-Huda zgłosił w parlamencie wniosek o uznanie króla za niezdolnego do sprawowania obowiązków z powodu choroby, który został jednomyślnie przyjęty. Resztę życia Talal spędził w sanatorium w dzielnicy Ortaköy w Stambule.

## Rodzina
Był żonaty ze swoją kuzynką Zajn. Para miała sześcioro dzieci:
- księcia Husajna, od 1952 króla Jordanii
- księcia Muhammada,
- księcia Hasana,
- księcia Muhsina,
- księżniczkę Asmę,
- księżniczkę Basmę[5].